# Аугуст фон Гедрих
Аугуст фон Гедрих (25. септембар 1895 Gerlsdorf-Fulnek — 16. март 1942 Fulnek) је био немачки бициклиста који је учествовао на првим Олимпијским играма 1896. у Атини.
Гедрих се тачмичио у друмској трци. Стаза је била дучачка 87 км на релацији од Атине до Маратона и назад. Гедрих је стигао други реултатом 3:42,18 иза победника Аристидиса Константинидиса из Грчке.